# Jeruk (Bogorejo)
Jeruk is een bestuurslaag in het regentschap Blora van de provincie Midden-Java, Indonesië. Jeruk telt 1194 inwoners (volkstelling 2010).